# Tarnowo Rogozińskie
Tarnowo Rogozińskie – przystanek kolejowy w Tarnowie Rogozińskim, w woj. wielkopolskim, w Polsce, leżący na linii kolejowej nr 354 Poznań POD – Piła Główna.

## Ruch pasażerski
| Rok  | Wymiana pasażerska na dobę |
| ---- | -------------------------- |
| 2017 | 20-49                      |
| 2022 | 20-49                      |